# Genvry
Genvry is een gemeente in het Franse departement Oise (regio Hauts-de-France) en telt 708 inwoners (2004). De plaats maakt deel uit van het arrondissement Compiègne.

## Geografie
De oppervlakte van Genvry bedraagt 5,1 km², de bevolkingsdichtheid is 138,8 inwoners per km².
De onderstaande kaart toont de ligging van Genvry met de belangrijkste infrastructuur en aangrenzende gemeenten.

## Demografie
Onderstaande figuur toont het verloop van het inwonertal (bron: INSEE-tellingen).